# Premisse (logica)
Een premisse is een vooronderstelling dat iets waar is. Premissen zijn de uitgangspunten voor een syllogisme, zoals een redenering in de logica wordt genoemd. Een syllogisme is doorgaans opgebouwd uit een majorpremisse, een minorpremisse en een conclusie.

## Syllogisme
De theorie van de syllogismen is van Aristoteles afkomstig. Het bekendste voorbeeld is:
| majorpremisse | Alle mensen zijn sterfelijk. |
| minorpremisse | Napoleon is een mens.        |
| conclusie     | Dus: Napoleon is sterfelijk. |

De conclusie is waar als de premissen waar zijn. De onware majorpremisse "Alle mensen zijn onsterfelijk" zou leiden tot de onware conclusie dat Napoleon onsterfelijk was, ook al is de conclusie technisch juist omdat deze logisch volgt uit de premissen.

Het is ook mogelijk dat onware premissen toevalligerwijs tot een ware conclusie leiden:
| majorpremisse | Alle paarden zijn sterfelijk.            |
| minorpremisse | Napoleon is een paard (onware premisse). |
| conclusie     | Dus: Napoleon is sterfelijk.             |

## Eerste premissen
De Griekse logica ging ervan uit dat conclusies uit premissen volgden. Maar deze premissen waren zelf weer conclusies, die waren afgeleid uit andere premissen. Dit leidde tot de vraag naar de eerste premissen: die welke op geen eerdere waren gebaseerd. Volgens de stoïcijnen waren dit algemeen geldige, onbewijsbare waarheden. De exacte wetenschap werkt sedert de dertiende eeuw met Roger Bacon, maar vooral sedert René Descartes en gelijkgezinden in de Gouden Eeuw niet met waarheden maar met stellingen: die gaan niet uit van autoriteit maar van mogelijk wiskundig weerlegbare beweringen. Zogenaamde uiteindelijke waarheden bestaan voor haar niet: er is altijd voorlopigheid ingebouwd. Stellingen die zo stevig lijken als alfawetenschappelijke waarheden zijn begonnen bij universeel empirisch onderzoek, bekend als de wetenschappelijke methode.

## Logica en taalgebruik
In het alledaags taalgebruik is het niet noodzakelijk dat de premissen aan de conclusie voorafgaan. Zo kan de verzuchting:
"Natuurlijk maak ik fouten! Ik ben ook maar een mens!"
worden gedeconstrueerd als een syllogisme:
| majorpremisse | Alle mensen maken fouten. |
| minorpremisse | Ik ben een mens.          |
| conclusie     | Dus: Ik maak fouten.      |

In de taaluiting staat de conclusie nu echter voorop, om te worden gevolgd door de minorpremisse. De majorpremisse is slechts impliciet, latent aanwezig.